# 香港國際金融中心除夕倒數
除夕倒數詠香江（英語：Hong Kong’s New Year Countdown Celebrations，舊稱幻彩詠香江除夕倒數），是香港中環國際金融中心二期從2007年12月31日開始至2012年期間，固定於公曆每年12月31日（公曆除夕）至次年1月1日（元旦）間的數分鐘舉行的一個大型跨年倒數活動，由香港旅遊發展局舉辦，是香港繽紛冬日節的一個焦點節目此活動到了2012年，由於主力贊助商新鴻基地產和恆基兆業突然拒絕再次贊助，表演活動形式有所改變。
此項表演的特色是施放世界上罕有的摩天大樓式煙火，而施放點則位於大樓左右兩旁和頂部。市民除了可在市內不同觀賞點觀看跨年倒數外，亦能透過無綫電視翡翠台及高清翡翠台觀看跨年倒數，而跨年倒數片段亦會向海外新聞媒體發放。
香港其他大型跨年活動還包括時代廣場的蘋果倒數和沙田區的除夕倒數嘉年華等。

## 表演流程

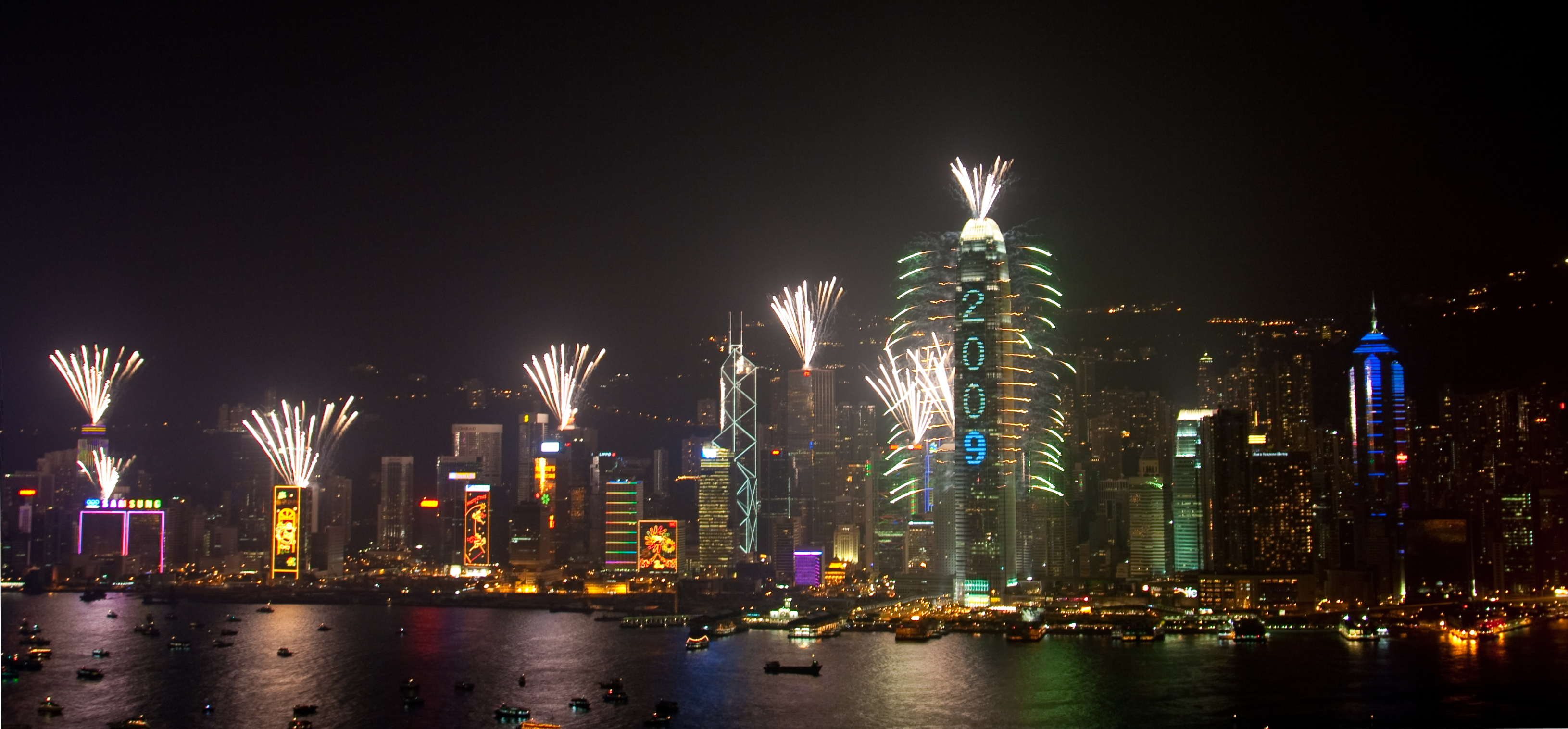
「除夕倒數詠香江」（2009年）

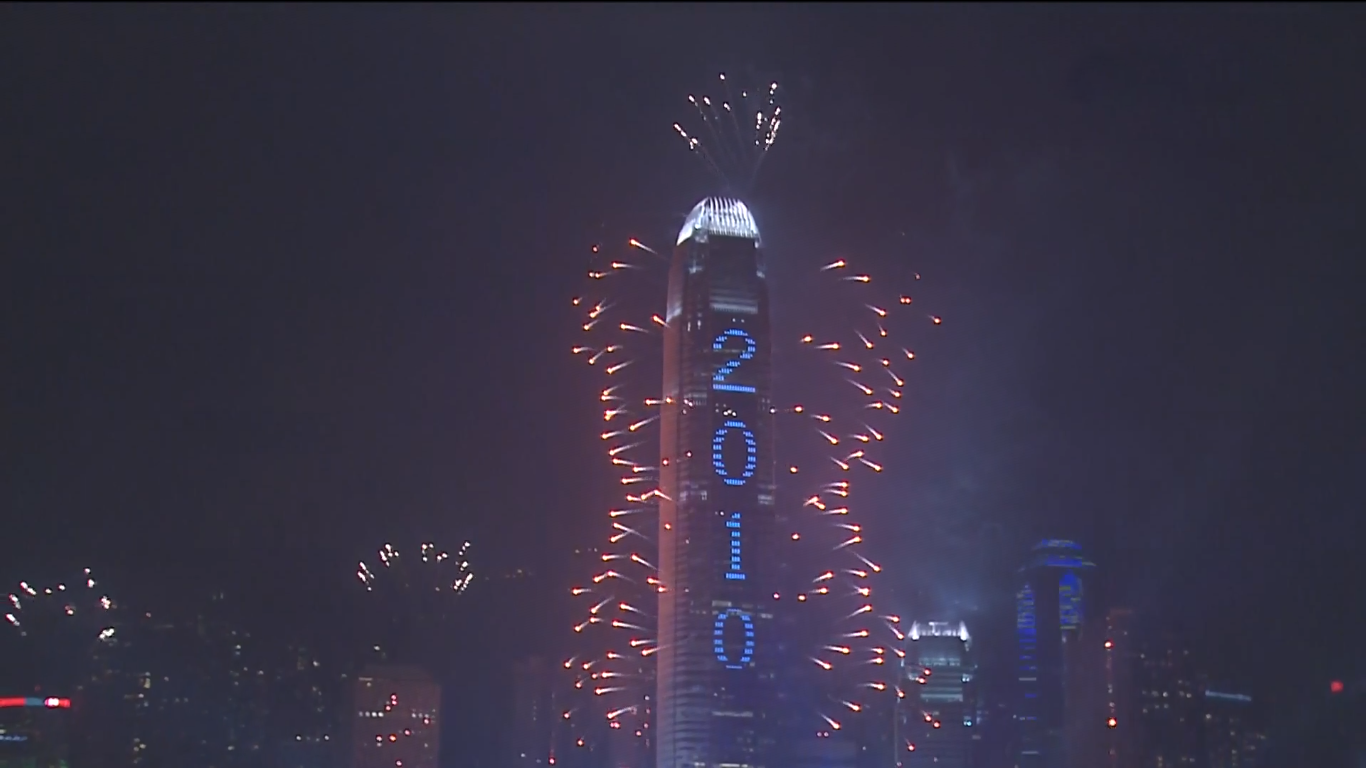
「除夕倒數詠香江」（2010年）

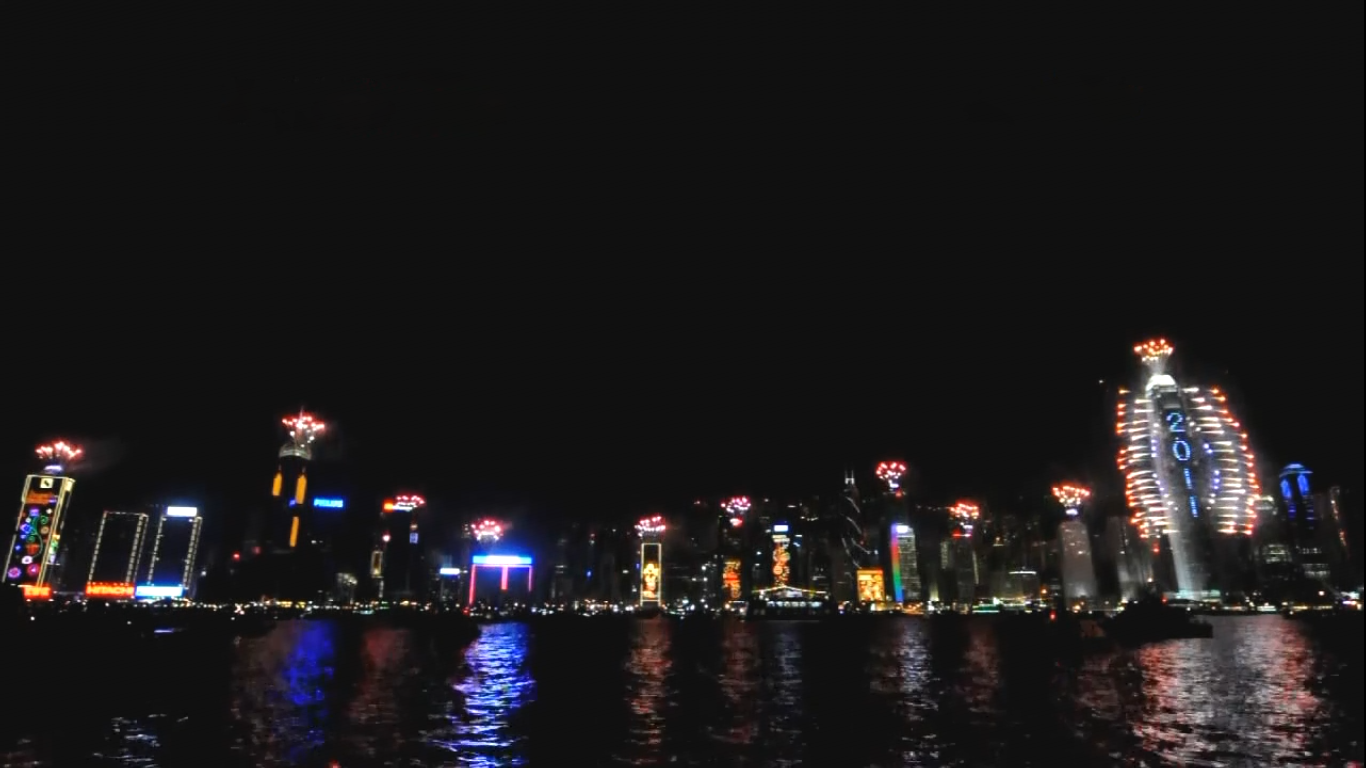
「除夕倒數詠香江」（2011年）

2007年至2011年跨年倒數的表演會在香港時間（UTC+8）的晚間開始，在跨年前數十秒，國際金融中心二期會由下而上在大樓外牆發放小型煙火，掀起活動的高潮，直至踏入零時零分，該大廈就會在樓頂及兩側施放煙火，歷時數分鐘。另外位於國際金融中心二期附近的大樓亦會加入該活動，但參加表演的大廈每年都不同。
2012年的跨年倒數的表演則由晚上11時開始，「許願流星」每隔15分鐘擦過維港上空，銀色象徵事業、綠色象徵健康、金色是財富、紅色是愛。在跨年前數20秒，位於灣仔的香港會議展覽中心背後的多個商業大廈樓頂逐一發放數字圖案煙花，踏入零時，「2013」在會展外牆「跳出」。長達8分鐘的除夕倒數煙火在上空迸發，主辦的旅發局首度引入會發出如爆竹和口哨聲的煙花，附近大廈燈光互相呼應。

## 每年活動

### 2007年－2008年
該次倒數活動是首次舉行，名為「幻彩詠香江倒夕倒數」。參加當晚的表演的大廈有40多幢大廈，它們各分布於維多利亞港兩岸。該次活動共設有3個節目，包括獲《健力士世界紀錄》列為「全球最大型燈光音樂匯演」並配合樓頂煙火效果的幻彩詠香江燈光匯演，當日國際金融中心二期首次以煙火進行倒數，並施放煙火95秒（若把20秒倒數小型煙火計算在內則為115秒）。另外由於香港的數碼地面電視廣播在倒數當天正式啟播，故此該倒數的電視直播也順理成章地首次採用高清製作。背景音樂為新領域，由著名音樂人金培達先生作曲。

### 2008年－2009年
該次倒數活動名為「除夕倒數詠香江」，耗資600萬元舉辦，當中有一半是由新鴻基地產和恆基兆業贊助。倒數煙火匯演在踏入2009年1月1日前的最後1分鐘揭開序幕。首先，在國際金融中心二期北面外牆、由發光2極管組成的大型倒數時計開始倒數，大廈兩側同時發放煙火。
當倒數至1月1日零時零分，國際金融中心二期及位於香港島的其他9幢主要大廈，隨即上演4分15秒的煙火表演。背景音樂由著名音樂人金培達先生作曲，歌名為「明天出發」，由何韻詩、尹子維、王菀之、劉浩龍、藍奕邦、黃鎧晴主唱。
參加當晚的表演大廈的數目減少至10幢，而且全部位於香港島北部。香港旅遊發展局汲取了2008年市民對倒數活動的意見國際金融中心二期的外牆將增設LED燈，至踏入子夜時分時，LED燈會顯示新年年分，而煙火匯演的時間會增長至4分15秒。

### 2009年－2010年
該次倒數活動名為「除夕倒數詠香江」，耗資六百萬港元，國際金融中心二期首次在北面外牆正面向維港發放煙火，令煙火能造出10個不同圖案，營造立體效果。於踏入2010年1月1日前的最後一分鐘由國際金融中心二期外牆上的發光二極管顯示倒數鐘。至踏入1月1日零時零分，LED燈會顯示新年年分。於國際金融中心二期連同香港島北部九幢建築物，隨即上演4分15秒的煙火表演。以「明天出發」為背景音樂，一同來迎接2010年，發放的煙火亦由6,000發增至9,000發。
國際金融中心二期兩旁加設20台強力探射燈，加強燈光效果。今年主題是「香港人的除夕派對」，香港旅遊發展局期望參與觀賞的港人高呼「香港Happy New Year！」同Give me five，迎接美好新一年。活動於當晚11時59分正式開始。

### 2010年－2011年
該次倒數活動名為「除夕倒數詠香江」，耗資780萬港元，首次在大廈樓頂發放心型圖案的煙火，煙火能造出10個不同圖案，營造立體效果。於踏入2011年1月1日前的最後一分鐘由國際金融中心二期外牆上的發光二極管顯示倒數鐘。在踏入2011年前最後十秒，國際金融中心二期連同香港島北部九幢建築物逐一發放至倒數數字煙火，踏入1月1日零時零分，LED燈會顯示2011年的字樣。於國際金融中心二期連同香港島北部九幢建築物，隨即上演4分15秒的煙火表演。以「明天出發」為背景音樂，一同來迎接2011年，發放煙火9,010發。
國際金融中心二期兩旁的20台強力探射燈配置燈光效果。今年主題是「愛香港2011」，香港旅遊發展局期望參與觀賞的港人高呼「香港Happy New Year！」同 I love Hong Kong,give me five迎接美好新一年。活動於當晚11時59分正式開始。

### 2011年－2012年
該次倒數活動名為「除夕倒數詠香江」，耗資850萬港元，首次加入數字及許願流星效果，由晚上11時起，每隔15分鐘各建築物頂樓發放流星效果，4種不同顏色的「許願流星」，分別象徵「事業」、「健康」、「財富」及「愛」4種祝願，而最後十秒則由東至*西面順次序發射數字煙火，除了一如以往國際金融中心二期外牆上的發光二極管顯示倒數鐘及2012字樣之外，當踏入零時零分更出現「HAPPY NEW YEAR」字樣。適逢龍年，今年主題為「龍在飛，心歡喜」，採用與主題同名稱的主題歌曲，由香港著名音樂人趙增熹先生創作，節目時間為4分15秒，並分為「普天同慶」、「萬眾歡騰」、「鼓動全城」、「許願流星雨」及「龍在飛，心歡喜」五幕，當歌詞到「龍在飛，心歡喜」時國際金融中心二期外牆更利用角度砌出飛龍盤旋及心型等煙火以迎接2012年。共發放約8,000發煙火。

## 觀賞地點
以下是香港旅遊發展局提供予市民的最佳觀賞地點：

### 香港島
- 灣仔金紫荊廣場海濱長廊
- 中環碼頭

### 九龍半島
- 尖沙咀星光大道
- 尖沙咀碼頭
- 西九龍海濱長廊

### 維多利亞港
- 參加除夕倒數海上遊

除夕倒數海上遊 PDF

## 無綫電視主持
| 年份                        | 主題           | 司儀                   |
| 2008年12月31日-2009年1月1日 | 除夕倒數詠香江 | 鄧梓峰、陳芷菁         |
| 2009年12月31日-2010年1月1日 | 除夕倒數詠香江 | 鄧梓峰、陳芷菁、劉倩婷 |
| 2010年12月31日-2011年1月1日 | 除夕倒數詠香江 | 鄧梓峰、陳芷菁         |
| 2011年12月31日-2012年1月1日 | 除夕倒數詠香江 | 鄧梓峰、陳芷菁         |

## 相關
- 香港除夕倒數
- 蘋果倒數（銅鑼灣時代廣場）
- 除夕倒數嘉年華（沙田區）

## 外部連結
- 「幻彩詠香江」除夕倒數
- 2008香港繽紛冬日節 - 節目焦點
- 2011香港繽紛冬日節